# Julija Raskina
Julija Sjarhejeuna Raskina (belarussisch Юлія Сяргееўна Раскіна; * 9. April 1982 in Minsk, Belarussische SSR, Sowjetunion) ist eine ehemalige belarussische Rhythmische Sportgymnastin, die mittlerweile als Trainerin tätig ist.

## Biographie
Raskina ist Jüdin. Ihre Mutter war Verdiente Meisterin des Sports der UdSSR im Kunstturnen. Ihr Vater war ebenfalls ein Verdienter Meister des Sports der UdSSR und Trainer in der Leichtathletik.

## Karriere

### Als Sportlerin
Raskina gelang der Durchbruch in der internationalen Szene der Rhythmischen Sportgymnastik bei den Weltmeisterschaften 1997 in Berlin, bei welchen sie im Gruppen-Mehrkampf den zweiten Platz erreichte. Bei den Weltmeisterschaften 1999 wurde sie Zweite im Einzelmehrkampf, auch 1999 und 2000 war sie zweimalige Vize-Europameisterin im Einzelmehrkampf. Bei den Europameisterschaften 2000 in Saragossa gewann Raskina die Goldmedaille mit dem Ball. Ihren Karrierehöhepunkt markierte sie mit dem Gewinn der Silbermedaille im Mehrkampf bei den Olympischen Sommerspielen 2000 in Sydney, Australien, vor der damaligen olympischen Goldfavoritin Alina Kabajewa, die die Bronzemedaille gewann. Sie verlor die Goldmedaille um 0,084 Punkte an Julija Barsukowa. Raskina gab bis 2003 ein erfolgloses Comeback und beendete schließlich ihre Karriere.
In den Jahren 2005 und 2006 nahm Raskina an der Seite der ehemaligen ukrainischen Rhythmischen Sportgymnastin Tamara Jerofejewa an Corteo des Cirque du Soleil teil. Zusammen mit dem Profitänzer Denis Moryasin gewann sie das belarussische TV-Projekt „Star Dances“ und wurde ausgewählt, Belarus beim Eurovision Dance Contest zu vertreten.

### Als Trainerin
Seit 2015 arbeitet sie als Trainerin für die deutsche Nationalmannschaft in der Rhythmischen Sportgymnastik. Zu den von ihr trainierten Turnerinnen zählen Darja Varfolomeev und Margarita Kolosov. Ihre größten Erfolge als Trainerin sind die Goldmedaille Darja Varfolomeevs bei den Olympischen Sommerspielen 2024 sowie Medaillengewinne bei Welt- und Europameisterschaften.

## Auszeichnungen
- DOSB – Trainerin des Jahres 2022[9]